# Lecomtedoxa heitzana
Lecomtedoxa heitzana – gatunek rośliny należący do rodziny sączyńcowatych. Jest endemitem Gabonu.